# Екгардт Кеппен
Екгардт Кеппен (нім. Eckhardt Köppen; 2 грудня 1924 — 11 січня 1945) — німецький військовик, унтерофіцер вермахту. Кавалер Лицарського хреста Залізного хреста.

## Нагороди
- Залізний хрест 2-го і 1-го класу
- Нагрудний знак люфтваффе «За наземний бій»
- Лицарський хрест Залізного хреста (15 березня 1945, посмертно) — як унтерофіцер і помічник командира 1-ї роти 2-го парашутного танкового-інженерного батальйону «Герман Герінг» 2-ї парашутної танково-гренадерської дивізії «Герман Герінг».